# Mała Wólka
Mała Wólka [ˈmawa ˈvulka] (tiếng Đức: Klein Wolka)  là một khu định cư ở khu hành chính của Gmina Biskupiec, thuộc huyện Nowomiejski, Warmińsko-Mazurskie, ở miền bắc Ba Lan.